# Battaglia di Fort Stevens
La battaglia di Fort Stevens  è stata una battaglia della guerra di secessione americana combattuta l'11 e il 12 luglio 1864 a Washington, parte della Campagna della Valle dello Shenandoah (1864) tra le forze confederate del tenente generale Jubal Early e unioniste del maggior generale Alexander McDowell McCook.